# Mario Tremblay
Mario Tremblay (* 2. September 1956 in Alma, Québec) ist ein ehemaliger kanadischer Eishockeyspieler und -trainer. Der rechte Flügelstürmer absolvierte zwischen 1974 und 1986 über 900 Spiele für die Canadiens de Montréal in der National Hockey League und gewann mit dem Team fünf Stanley Cups. Später war er für die Canadiens auch knapp zwei Jahre als Cheftrainer aktiv, bevor er die Minnesota Wild sowie die New Jersey Devils als Assistenztrainer betreute.

## Karriere

### Als Spieler
Mario Tremblay spielte in seiner Jugend für die Bleu-Blanc-Rouge de Montréal sowie die 1973 umbenannten Junior de Montréal in der Ligue de hockey junior majeur du Québec, der ranghöchsten Juniorenliga seiner Heimatprovinz Québec. Dabei erzielte der rechte Flügelstürmer in seinem zweiten Jahr in 46 Spielen 100 Scorerpunkte, sodass er sich nachhaltig für die National Hockey League (NHL) empfahl und in der Folge im NHL Amateur Draft 1974 an zwölfter Position von den Canadiens de Montréal ausgewählt wurde. Nach einer kurzen „Aufwärmphase“ bei den Nova Scotia Voyageurs in der American Hockey League, dem Farmteam der Canadiens, debütierte Tremblay im November 1974 für Montréal in der NHL.
In den folgenden Jahren entwickelten sich die Canadiens zum Maß aller Dinge in der Liga, so gewann das Team von 1976 bis 1979 vier aufeinander folgende Stanley Cups. Tremblay wurde in dieser Zeit hauptsächlich in einer Reihe mit Doug Risebrough und Yvon Lambert eingesetzt, wobei vor allem er und Risebrough auch Enforcer-Aufgaben übernahmen und die Mannschaft regelmäßig in Strafminuten anführten. Dennoch trat der rechte Flügelstürmer auch als regelmäßiger Scorer in Erscheinung, so erzielte er beispielsweise das spielentscheidende Tor im letzten Spiel des Stanley-Cup-Finals 1978 gegen die Boston Bruins. Zudem erreichte er in der Saison 1978/79 erstmals die Marke von 30 Toren, bei 59 Punkten.
Nachdem die Ära Montréals mit Beginn der 1980er Jahre ihr Ende fand und sich ein Generationenwechsel im Team vollzog, wurde Tremblay vermehrt mit Offensiv-Aufgaben betraut, sodass er in der Spielzeit 1981/82 – mit Réjean Houle und Pierre Mondou an seiner Seite – mit 73 Scorerpunkten in 80 Spielen seinen Karriere-Bestwert erreichte. Mit Beginn der Saison 1985/86 übernahm der Angreifer zudem das Amt des Assistenzkapitäns bei den Canadiens, die in den anschließenden Playoffs 1986 einen weiteren Stanley Cup gewannen. Tremblay hatte sich jedoch bereits im März 1986 einen Bruch des Schlüsselbeins zugezogen und absolvierte somit keine Partie in dieser post-season; auf der Trophäe wurde er dennoch ein fünftes Mal verewigt. Diese Verletzung war auch ein Grund dafür, dass er seine aktive Karriere im Sommer 1986 für beendet erklärte. Insgesamt stand er in 953 Spielen für die Canadiens auf dem Eis und erzielte dabei 278 Tore und 633 Scorerpunkte.

### Als Trainer
Nach dem Ende seiner aktiven Karriere war Tremblay als Kommentator bei französischsprachigen Radio- und Fernsehübertragungen von Spielen der Canadiens tätig. Im Oktober 1995 wurde er dann, ohne zuvor in einer vergleichbaren Position tätig gewesen zu sein, als neuer Cheftrainer der Montréals vorgestellt. Dabei trat er die Nachfolge von Jacques Demers an, der die ersten vier Saisonspiele verloren hatte. In der Folge trainierte Tremblay die Mannschaft für zwei Saisons, die sich mit dem jeweiligen Ausscheiden in der ersten Playoff-Runde als sportlich unspektakulär darstellten. Vielmehr blieb der Kanadier aufgrund seines Umgangs mit einzelnen Spielern in Erinnerung, allen voran Star-Torhüter Patrick Roy:
In einem Spiel gegen die Detroit Red Wings im Dezember 1995 unterlagen die Canadiens vor heimischem Publikum mit 1:11. Roy begann das Spiel im Tor Montréals und ließ bis etwa zur Hälfte des zweiten Drittel neun Gegentore bei 26 Schüssen zu, bis Tremblay ihn gegen Ersatztorwart Pat Jablonski tauschte. Zu diesem Zeitpunkt war bereits jede Parade Roys von höhnischem Beifall der Zuschauer begleitet. Im Lichte dieser Demütigung wandte sich Roy noch während des laufenden Spiels an den hinter der Bank sitzenden Präsidenten des Teams, Ronald Corey, und teilte ihm mit, dass dies sein letztes Spiel für die Canadiens gewesen sei. Nur vier Tage später wurde der Torwart an die Colorado Avalanche abgegeben und gewann dort in der Folge zwei weitere Stanley Cups. Von diesem finalen Vorfall abgesehen bestand der Konflikt zwischen beiden allerdings schon längere Zeit und äußerte sich beispielsweise in diversen Auseinandersetzungen im Training.
Nach 159 Spielen mit 71 Siegen wurde Tremblay nach der Spielzeit 1996/97 entlassen und durch Alain Vigneault ersetzt. Nach einem Hiatus von vier Jahren wurde er zur Saison 2001/02 zum neuen Assistenztrainer der Minnesota Wild, bei denen er unter Jacques Lemaire tätig war, mit dem er bereits in Montréal zusammen gespielt hatte. Gemeinsam betreuten sie das Team bis zu ihrer Entlassung nach der Spielzeit 2008/09 und waren anschließend in gleicher Konstellation in der Saison 2009/10 für die New Jersey Devils tätig. 2010 kehrte Tremblay in seine Rolle als Kommentator bzw. TV-Experte zurück und ist in dieser Funktion seither für RDS tätig.

## Erfolge und Auszeichnungen
| - 1976 Stanley-Cup-Gewinn mit den Canadiens de Montréal - 1977 Stanley-Cup-Gewinn mit den Canadiens de Montréal - 1978 Stanley-Cup-Gewinn mit den Canadiens de Montréal | - 1979 Stanley-Cup-Gewinn mit den Canadiens de Montréal - 1986 Stanley-Cup-Gewinn mit den Canadiens de Montréal |

## Karrierestatistik

### Spielerstatistik
(Legende zur Spielerstatistik: Sp oder GP = absolvierte Spiele; T oder G = erzielte Tore; V oder A = erzielte Assists; Pkt oder Pts = erzielte Scorerpunkte; SM oder PIM = erhaltene Strafminuten; +/− = Plus/Minus-Bilanz; PP = erzielte Überzahltore; SH = erzielte Unterzahltore; GW = erzielte Siegtore; 1 Play-downs/Relegation; Kursiv: Statistik nicht vollständig)

### NHL-Trainerstatistik
(Legende zur Trainerstatistik: Sp oder GC = Spiele insgesamt; W oder S = erzielte Siege; L oder N = erzielte Niederlagen; T oder U = erzielte Unentschieden; OTL oder OTN = erzielte Niederlagen nach Overtime oder Shootout; Pts oder Pkt = erzielte Punkte; Pts% oder Pkt% = Punktquote; Win% = Siegquote; Resultat = erreichte Runde in den Play-offs)